# 수수께끼 풀이는 저녁식사 후에
《수수께끼 풀이는 저녁식사 후에》(일본어: 謎解きはディナーのあとで)는 히가시가와 토쿠야의 추리 소설(유머 미스터리)이다.

## 수록 작품

### 수수께끼 풀이는 저녁식사 후에
살인 현장에서는 구두를 벗어주십시오

독이 든 와인은 어떠십니까?

아름다운 장미에는 살의가 있습니다

신부는 밀실 안에 있습니다

양다리는 주의하십시오

죽은 자의 전언을 받으시지요

### 수수께끼 풀이는 저녁식사 후에 2
완벽한 알리바이를 원하십니까?

살인할 때는 모자를 잊지 마시길

살의 넘치는 파티에 잘 오셨습니다

성스러운 밤의 밀실은 어떠십니까?

머리카락은 살인범의 생명입니다

완전한 밀실 따윈 없습니다

### 수수께끼 풀이는 저녁식사 후에 3
범인에게 독을 주지 마십시오

이 강에 빠지지 마십시오

괴도의 도전장입니다

살인에는 자전거를 이용하십시오

그 여자는 무엇을 빼앗겼습니까?

작별은 저녁 식사 후에

## 등장인물
- 호쇼 레이코

성우: 하나자와 카나
주인공. 경시청 고쿠리츠서의 신참 형사. 정체는 세계적인 기업 그룹 〈호쇼 그룹〉 총수의 외동딸로, 일류 대학을 우수한 성적으로 졸업한 진짜 〈아가씨〉.
- 카게야마

성우: 카지 유우키
이름은 불명. 연령은 30대 중반. 레이코의 시중을 드는 집사 겸 전속 운전수.
- 쿄이치로 카자마츠리

성우: 미야노 마모루
32세. 독신. 경시청 고쿠리츠서의 형사. 레이코의 직속 상사. 자동차 회사 〈카자마츠리 모터스〉 창업자의 자제.

## 극 중 설정
호쇼 그룹
금융·전기·철도·부동산·미스터리 출판 등 온갖 업종을 다루어, 세계에 이름을 널리 알린 거대 복합 기업.
카자마츠리 모터스
〈최고의 디자인〉과 〈최악의 연비〉를 특징으로 한 스포츠 카를 개발하고 있는 자동차 회사.

## 무대
극단 〈셋샤 뫼니에르〉 주재·무라카미 히로키의 각본·연출에 의해 무대화되어, 2012년 8월 31일부터 9월 9일까지 갤럭시 테아트르에서 공연되었다. DAIGO, 니시야마 미키, 웬츠 에이지 등이 출연했고, 여주인공 니시야마는 이번 작품이 무대 첫 출연이다. 무대화는 드라마화의 결정 전부터 결정되었다.

## 텔레비전 애니메이션
2025년 4월부터 후지 TV 계열의 노이타미나에서 방영 중이다.